# Автотанковый отряд

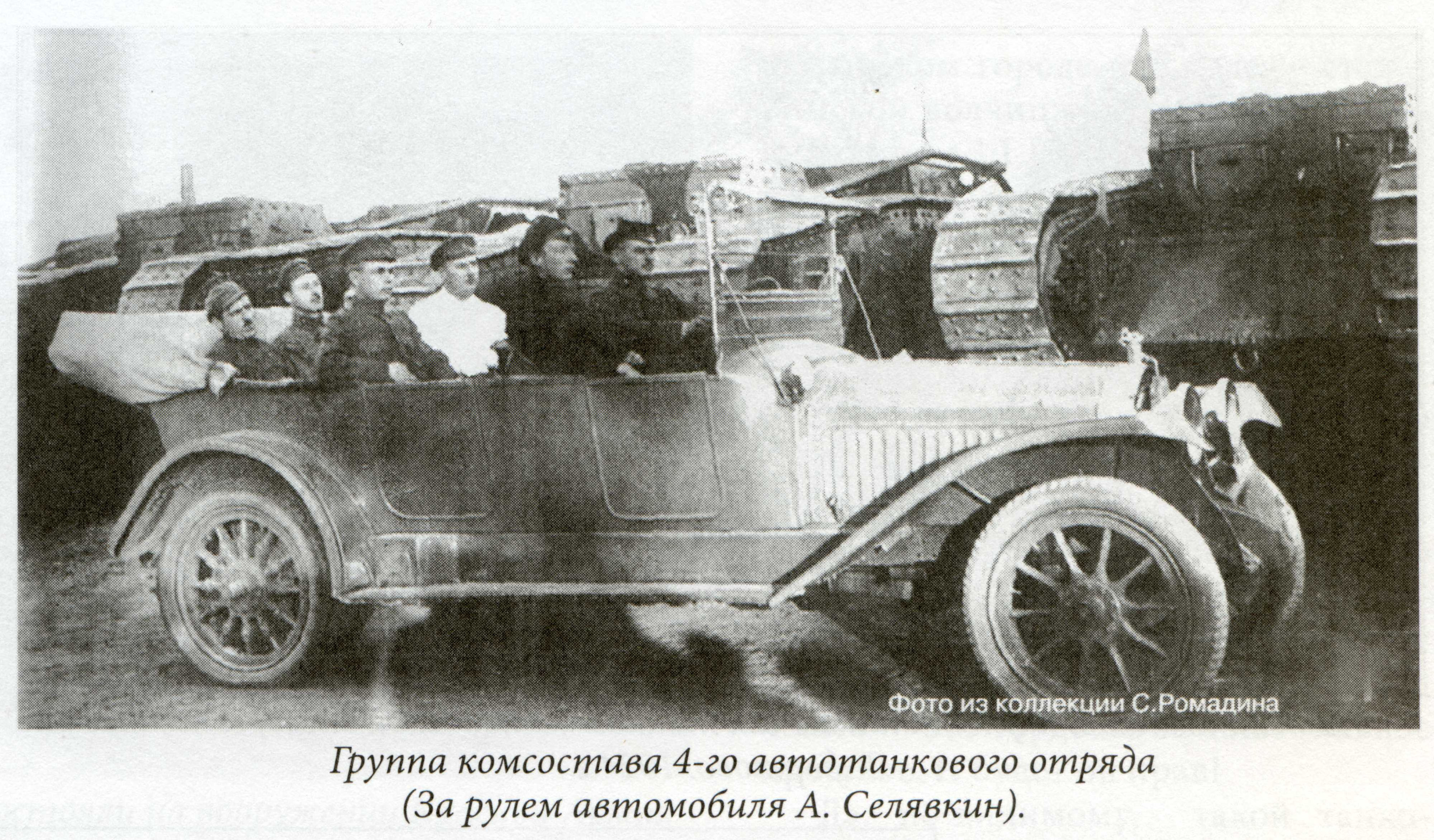
Командный состав 4-го автотанкового отряда РККА город Харьков, трофейные английские танки, модель Мк V, за рулём автомобиля Алексей Селявкин, начало 1920 года, журнал «Наука и техника».

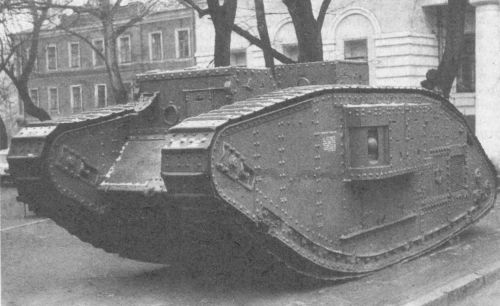
Город Харьков, трофейный английский танк, модель Мк V.

Автомобильный и танковый отряд (Автотанковый отряд) — воинская часть броневых сил РККА, первое отдельное войсковое формирование броневых сил РККА, имевшее основным вооружением танки.
Автотанковые отряды были средством Главного командования РККА, предназначались для непосредственной поддержки пехоты при прорыве позиционной обороны; применялись совместно с бронепоездами и автобронеотрядами.
Некоторые авторы автотанковый отряд именуют броневым отрядом.

## История
Приказ о сформировании автотанковых отрядов был введён в действие с 28 мая 1920 года, что обуславливалось необходимостью задействовать имеющиеся в РККА с весны 1919 года трофейные танки (а также предполагаемые к выпуску советские их аналоги) в рамках отдельной штатно-организационной структуры. Чуть позже, приказом РВСР № 993/173, от 8 июня 1920 года был введён в действие временный штат команды прикрытия танка (до 30 человек личного состава). Согласно инструкции по боевому применению танков, введенной приказом РВСР № 1741/3031, от 6 сентября 1920 года, отдельные танки рассматривались как вспомогательные боевые средства, не способные выполнять самостоятельные боевые задачи и предназначенные только для содействия остальным войскам, участвующим в прорыве укрепленных позиций. Отдельной боевой единицей считался взвод, состоявший из двух однотипных танков, два взвода составляли тактическую танковую единицу — отряд.
В автотанковый отряд включались из боевой техники: три танка, несколько автомашин, мотоциклы и железнодорожный состав. Наличие железнодорожного состава позволяло быстрее и без затрат моторесурсов отрядной техники, выдвигать танки отряда на нужное направление для наступления на противника, так же командованием учитывались и технические возможности танков того времени, которые не могли совершать длительных маршей, к месту боёв.
К концу 1920 года было сформировано 11 отрядов. В мае 1921 года были переименованы в танковые отряды.
Приказом РВСР № 2062/393, от 31 августа 1922 года, для всех частей броневых сил РККА были установлены штаты мирного времени, отдельные танковые части были сведены в автотанковые отряды «Б» и «М».
Таблица представлена для сравнения количества формирований броневых сил РККА.
| Формирование количество (по др. дан.) | Октябрь 1918 года | 1919 года                                       | Конец 1919 года | 1920 год                                               | 1922 год |
| ------------------------------------- | ----------------- | ----------------------------------------------- | --------------- | ------------------------------------------------------ | -------- |
| Броневой поезд                        | 23 (45)           | янв. — 29, апр. — 44, июль — 54 (62), окт. — 59 | 58 — 60         | янв. — 65, апр. — 71, июль — 105, окт. — 103 (71, 122) | ?        |
| Броневая летучка                      | —                 | янв. — 14, апр. — 16, июль — 15, окт. — 12      | 15              | янв. — 10, апр. — 8, июль — 5, окт. — — (8)            | ?        |
| Автобронеотряд                        | 30 (38, 45)       | янв. — 50, апр. — 47, июль — 41, окт. — 50      | до 64           | янв. — 48, апр. — 46, июль — 52, окт. — 51 (80, 49)    | 21       |
| Автотанковый отряд                    | —                 | —                                               | —               | 11                                                     | —        |
| Танковый отряд                        | —                 | —                                               | —               | 10                                                     | 5        |

Год спустя, в начале сентября 1923 года, броневые силы подверглись новым организационным изменениям. Отдельные небольшие автотанковые отряды (бронеотряды) были сведены в относительно крупное соединение — «эскадру» танков, которая состояла из двух флотилий: тяжёлой и лёгкой.— А. И. Радзиевский, «Танковый удар», М., Воениздат, 1977 год.
Недостаток боевой техники и вооружения вызвал дальнейшее сокращение количества и численности формирований броневых сил РККА — автобронечастей. К осени 1924 года их число в РККА было доведено до 17 единиц.

## Штатно-организационная структура
В мае 1920 года по штатам, объявленным приказом РВСР № 905/160, от 28 мая 1920 года, началось сформирование первого автотанкового отряда в составе трёх разных типов танков с численностью личного состава (л/с) в 81 человек. Автотанковый отряд состоял из:
- штаба отряда
- строевого состава
  - большого танка
  - среднего танка
  - малого танка
  - всего отряда (перечислен л/с выполняющий задачи для всего отряда)
  - связи
  - административно-хозяйственного разряда
  - околодка[8]

В примечаниях было указано что:
1. В отряде могут быть танки разной величины, но в общей сложности не более трех, при этом для соответствующего танка применяется и соответствующее подразделение настоящего штата.
2. В зависимости от того, какие танки входят в состав отряда, итог людей меняется.

Позднее из:
- командования
- штаба
- танкового взвода (с августа 1920 года — двух таковых взводов)
- команды прикрытия танков (с июля 1920 года)
- команды управления и связи
- технического взвода
- хозяйственного взвода
- поездной команды.

В бою эти подразделения составляли боевую часть, боевой резерв и базу.
И по вооружению отряд, состоял из трех частей: боевой части (танки), боевого резерва (автомобили, мотоциклы) и технической базы (железнодорожный поезд).
Танковый взвод состоял из трёх разнотипных танков («тяжёлого», «среднего» и «малого»), с августа 1920 — из двух однотипных. Команда прикрытия включала в себя 30 стрелков при двух пулемётах.
Первоначально общий штат автотанкового отряда: 81 человек.
Предусматривался боевой порядок применения танков автотанкового отряда: в линию или ромб на участке фронта шириной от 500 до 2 000 метров.

## Применение
Впервые в РККА автотанковый отряд был введён в бой в июле 1920 года в полосе 33-й стрелковой дивизии на Западном фронте для прорыва позиций 17-й пехотной дивизии поляков в районе 40 км западнее Полоцка. В последующем автотанковые отряды успешно применялись в октябре 1920 года в районе станции Урульга, разъезда Китайский при разгроме формирований атамана Семёнова, в феврале 1921 года при занятии Тифлиса.
7-й автотанковый отряд, полностью оснащённый танками советского производства, участвовал в параде на Красной площади 23 февраля 1922 года.